# Udklædning
Udklædning er at klæde sig ud i tøj og eventuelt med maske eller sminke, så man fremstår i en anden rolle end til daglig. Man kan klæde sig ud, når man leger, ved forskellige højtider og festivaler, som en del af sit arbejde, som en hobby eller af andre grunde. 
Udklædning kan hjælpe med at indgå i en ny rolle og få andre til at godtage den. Den kan fungere som underholdning eller som aktivisme. Ved hjælp af udklædning kan man indgå i en ny samfundsrolle, ændre alder eller køn, blive ukendelig, ligne en kendt person, dyr, ting, fabeldyr etc.

## Udstyr
Man kan klæde sig ud med almindeligt tøj, ved at et barn tager voksentøj på, eller man bytter tøj med andre. Man kan desuden have udklædningstøj i en særlig kasse. Det er også muligt at lave sit eget kostume, eller man kan købe eller leje et i udklædningsbutikker.
En maske kan være den vigtigste del af et kostume, da den ændrer udseendet meget, når ansigtet bliver skjult. Sminke kan også bruges til at ændre ansigtet og andre dele af kroppen. I nogle tilfælde kan kropsmaling være den vigtigste del af udklædningen.

## Eksempler
Både børn og voksne klæder sig ud til rollespil. Udklædning er desuden almindelige ved visse højtider og festivaler som saturnalia i ældre tid og karneval, jul, halloween, Gay Pride-arrangementer og festivaler i nyere tid: optog, fester, spil, danseopvisninger, idrætsopvisninger og lignende.
Det er almindeligt at klæde sig ud i forbindelse med skuespil, opera- og balletforestillinger og ved en del events. Maskebal, halloween- og karnevalsfester er fester, hvor gæsterne forventes at klæde sig ud. Ved historiske spil og på nogle museer kan man klæde sig ud som historiske personer, gerne med så autentisk tøj og udstyr som muligt. I forlystelsesparker kan ansatte klæde sig ud som maskotter eller fantasifigurer, som skumle personer i spøgelseshuset osv.
Man kan også bruge udklædning for at få opmærksomhed, enten som del af aktivisme, reklame eller som del af optræden, for eksempel som gøgler, klovn, cirkusartist eller levende statue.

### Traditioner
I det nordlige Europa er der en særlig tradition for at klæde sig ud ved midvinter for at gå julebuk og ved festivaler som shetlandske Up Helly Aa knyttet til figurer som Krampus, Percht eller lignende. I det sydlige Europa findes der flere karnevalstraditioner især knyttet til fastetiden, men også optog, traditionelle spil eller folkefester kan involvere udklædning. Karnevallet i Venedig er velkendt, men der findes lokale traditioner overalt som slovenske kurentovanje med fåreskindsdragter, kroatiske zvončari, hvor man bære dyrehoved med horn og udrakt tunge, tyske Strohbär (halmbjørn) og andre. I Italien er der tradition for at klæde sig i historisk tøj i forbindelse med palioer, konkurrencer hvor forskellige bydele kæmper mod hinanden. Den jødiske tradition med at klæde sig under fejringen af purim opstod også i Europa.
De europæiske skikke har  spredt sig til og er ændret i tidligere kolonier som Caribien, Latinamerika og Filippinerne. Skikke af blandet oprindelse tæller for eksempel diablada fra Andesområdet, hvor dansere klæder sig ud som djævle og engle, karneval i Brasilien og i Caribien. Dans med masker og udklædning kendes også fra Nordamerika: prærieindianernes bisondans, når bisonen vendte tilbage, eller yupikfolkets brug af masker til formidling om vinteren.
I kinesisk tradition kan grupper klæde sig ud som drager eller løver og danse ved nytår og nationaldage. I Indonesien findes en lignende tradition med maskerede figurer.
I Indien findes der forskellige lokale traditioner for udklædning. Højtiden onam i Kerala er for eksempel knyttet til pullikali, hvor mænd klæder sig ud som kattedyr som løver og tigre, mens kummattikali dækker over omvandrende dansere, der klæder sig ud med masker. Ved hindu-højtider som Krisjna-djanmasjtami kan børn klæde sig ud som guder som Radha og Krisjna.
Inden for afrikansk yorubatradition er egungun en udklædningstradition knyttet til dyrkelse af forfædrene. Makishi er en skik knyttet til overgangsceremonier for unge blandt flere folkeslag i det sydlige Afrika, hvor drenge eller unge mænd klæder sig ud som kvinder med en kropsdækkende dragt og maske. Dogonanes damadans med masker er en traditionel dødsskik men fremføres i nyere tid især for turister.